# Martín Canseco
Martín Roberto Canseco (San Miguel de Tucumán, 14 de septiembre de 1935 - 26 de agosto de 2022) fue un exfutbolista argentino. Se desempeñaba como delantero y su primer club fue Atlético Tucumán.

## Trayectoria

### Atlético Tucumán
Canseco llegó a primera en 1957, vistiendo la casaca del Decano tucumano. En 1958 y 1959 se coronó campeón del torneo de la Liga Tucumana de Fútbol. Esto le confirió al equipo el clasificarse al Campeonato Argentino de Campeones de 1959, llegando a la final, que se disputó en Tres Arroyos ante El Quequén de Oriente. El encuentro finalizó 1-1 y se definió por penales. La reglamentación del torneo estipulaba que un solo jugador por equipo ejecutara los 5 penales que le correspondían. Canseco fue el elegido por Atlético Tucumán y convirtió todos, dándole el título al Decano al imponerse 5-3 en esta instancia.

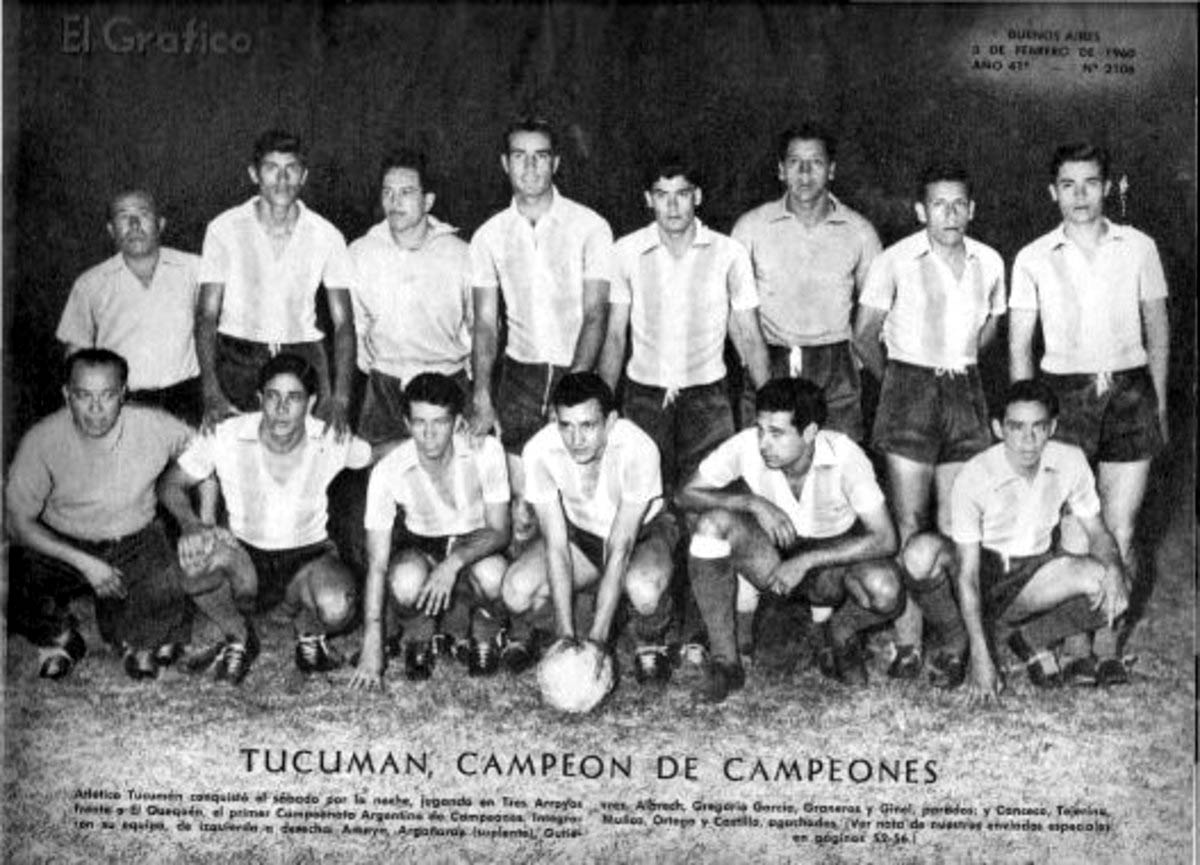
Atlético Tucumán campeón del Campeonato Argentino de Campeones.

### Argentinos Juniors
Luego de esta victoria el equipo tucumano se desmembró, ya que sus jugadores fueron adquiridos por equipos de Primera División de AFA. Así, Canseco fue transferido a Argentinos Juniors, donde jugó durante cinco temporadas, formando parte en 1960 del equipo denominado el Tifón de Boyacá, que compartió el segundo puesto del Campeonato de Primera División 1960 con River Plate, quedando sólo a dos puntos del campeón Independiente. 

### Rosario Central
En 1965 pasó a Rosario Central, donde disputó 3 encuentros y marcó 1 gol.

### All Boys
En 1966 jugó para All Boys el torneo de Primera B.

## Clubes
| Club               | País      | Año         |
| ------------------ | --------- | ----------- |
| Atlético Tucumán   | Argentina | 1957-1960   |
| Argentinos Juniors | Argentina | 1960-1964   |
| Necaxa             | México    | 1964 - 1965 |
| Rosario Central    | Argentina | 1965        |
| All Boys           | Argentina | 1966        |

## Selección nacional
En 1961 disputó un encuentro con la casaca albiceleste.

## Palmarés

### Títulos nacionales
| Equipo           | País      | Título                 | Año  |
| ---------------- | --------- | ---------------------- | ---- |
| Atlético Tucumán | Argentina | Argentino de Campeones | 1959 |

### Títulos regionales
| Equipo           | Liga     | País      | Título           | Año  |
| ---------------- | -------- | --------- | ---------------- | ---- |
| Atlético Tucumán | Tucumana | Argentina | Primera División | 1958 |
| Atlético Tucumán | Tucumana | Argentina | Primera División | 1959 |